# Baptisme de Kíev

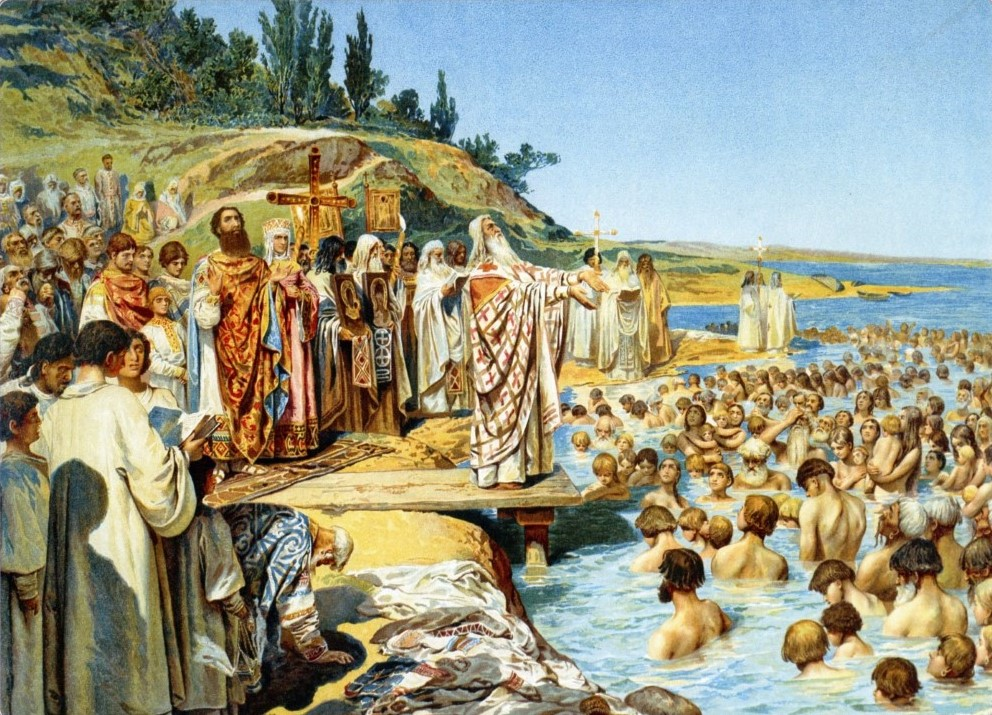
El baptisme dels kievans, per Klavdi Lébedev

La cristianització de la Rus de Kíev es va dur a terme en diverses etapes. A principis del 867, el patriarca Foci de Constantinoble va anunciar a altres patriarques ortodoxos que la Rus', batejada pel seu bisbe, havia pres el cristianisme amb particular entusiasme. Els intents de Foci de cristianitzar el país semblen no haver tingut conseqüències duradores, ja que la Crònica Primària i altres fonts eslaves descriuen el segle x de la Rus' com a fermament arrelat en el paganisme. La cristianització definitiva de la Rus de Kíev data de finals de la dècada del 980 (l'any concret és motiu de controvèrsia)), quan Vladímir I de Kíev va ser batejat a Quersonès, i procedí a batejar la seva família i gent a Kíev. El lloc del baptisme de Vladímir està marcat per la Catedral de Vladímir.

## Prehistòria

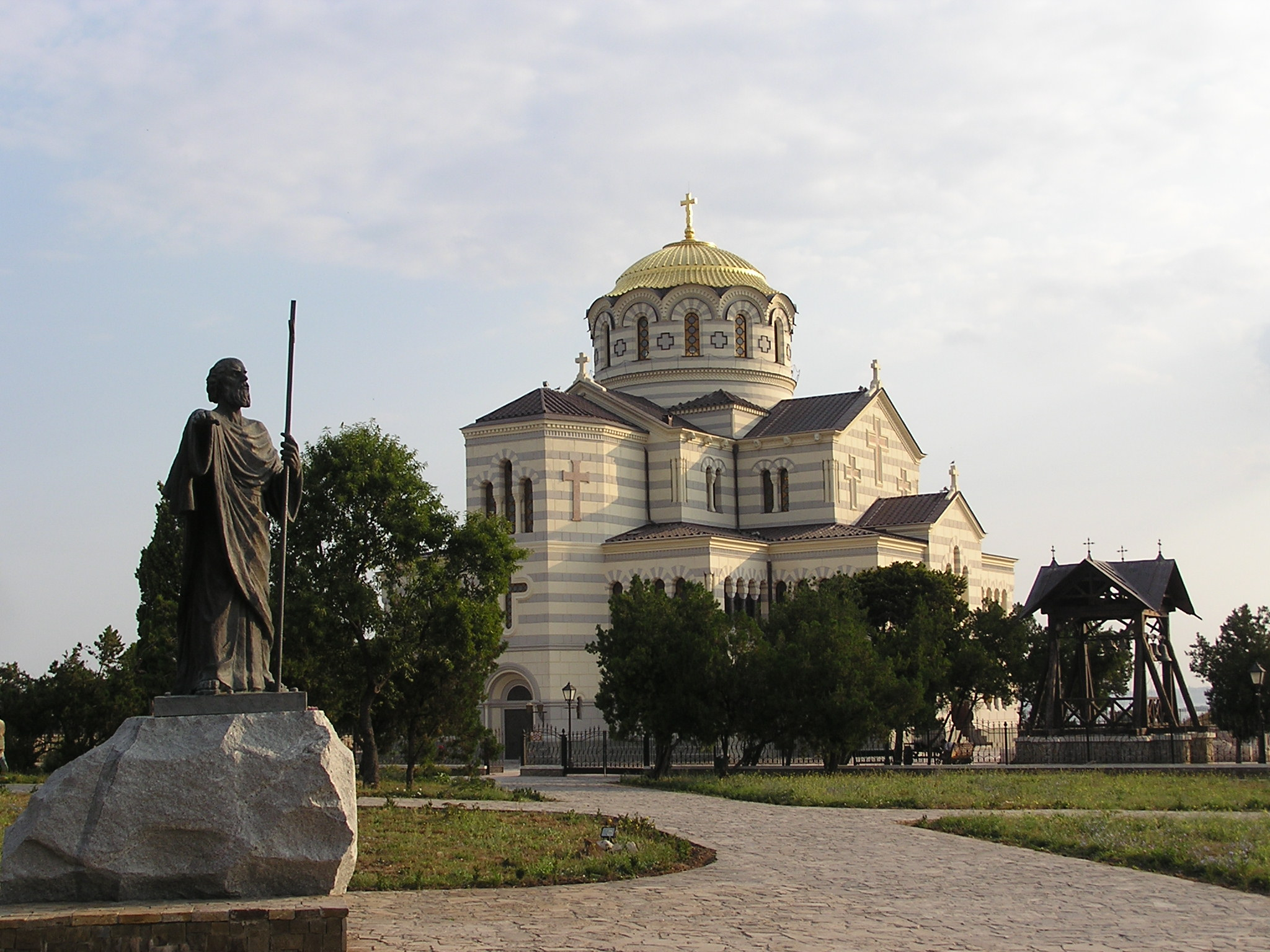
Catedral de Vladímir a Quersonès, amb l'estatua de Sant Andreu en primer pla

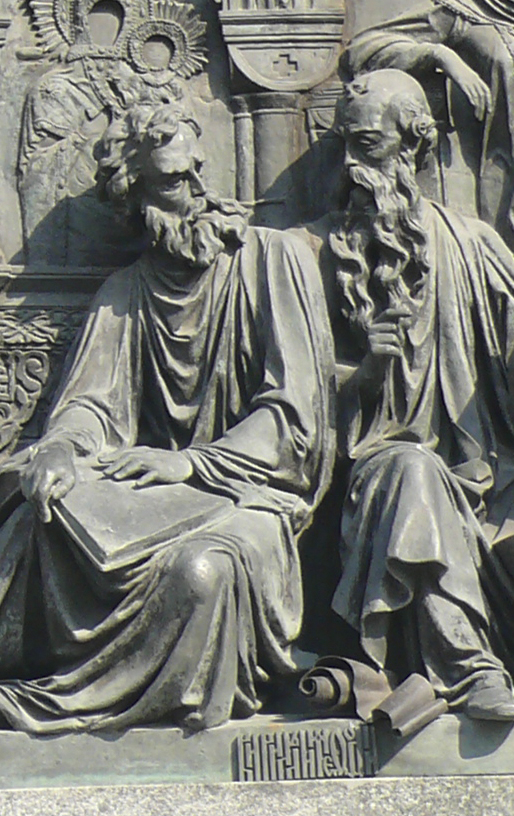
Els sants Ciril i Metodi al monument del Mil·lenari de Rússia a Veliki Nóvgorod

Segons les llegendes, el cristianisme va arribar per primer cop al territori de l'actual Belarús i Ucraïna de la mà de Sant Andreu, el primer apòstol de Jesucrist. Va viatjar per la mar Negra a la colònia grega de Quersonesos Tàurica a Crimea, on convertí diversos milers d'homes a la nova fe. Segons es diu, Sant Andreu també va viatjar al nord al llarg del Dnièper, al lloc on es va fundar Kíev al voltant del segle cinquè, i tant al nord com a la futura ubicació de Veliki Nóvgorod. El relat llegendari de la Crònica Primària diu que Sant Andreu es va divertir amb els costums eslaus de rentar-se en un bany de vapor calent, la bania, en el seu camí.
Les colònies gregues del nord del Pont, tant les de Crimea i les dels moderns marges ucraïnesos de la mar d'Azov i la mar Negra, romangueren com a principals centres del cristianisme a Europa de l'Est durant gairebé mil anys. Entre els llocs cristians més destacats cal esmentar el Monestir de la Cova d'Inkerman, un monestir medieval romà d'Orient on es troben les relíquies de Sant Climent, el quart bisbe de Roma, es van mantenir suposadament abans del seu trasllat a la Basilica di San Clemente al Laterano per part dels sants Ciril i Metodi.
Els sants Ciril i Metodi van ser els missioners del cristianisme entre els pobles eslaus de Bulgària, Gran Moràvia i Pannònia. A través de la seva obra van influir en el desenvolupament cultural de tots els eslaus, raó per la qual reberen el títol d'"apòstols dels eslaus". Se'ls atribueix l'elaboració de l'alfabet glagolític, el primer alfabet usat per transcriure l'antic eslau eclesiàstic, així com l'alfabet ciríl·lic, utilitzat actualment en molts països eslaus, inclosa Rússia. Després de la seva mort, els seus deixebles van continuar la seva tasca missionera entre altres eslaus. Tots dos germans són venerats a l'Església Ortodoxa com a sants amb el títol d'"Isapòstols".

## Segleix

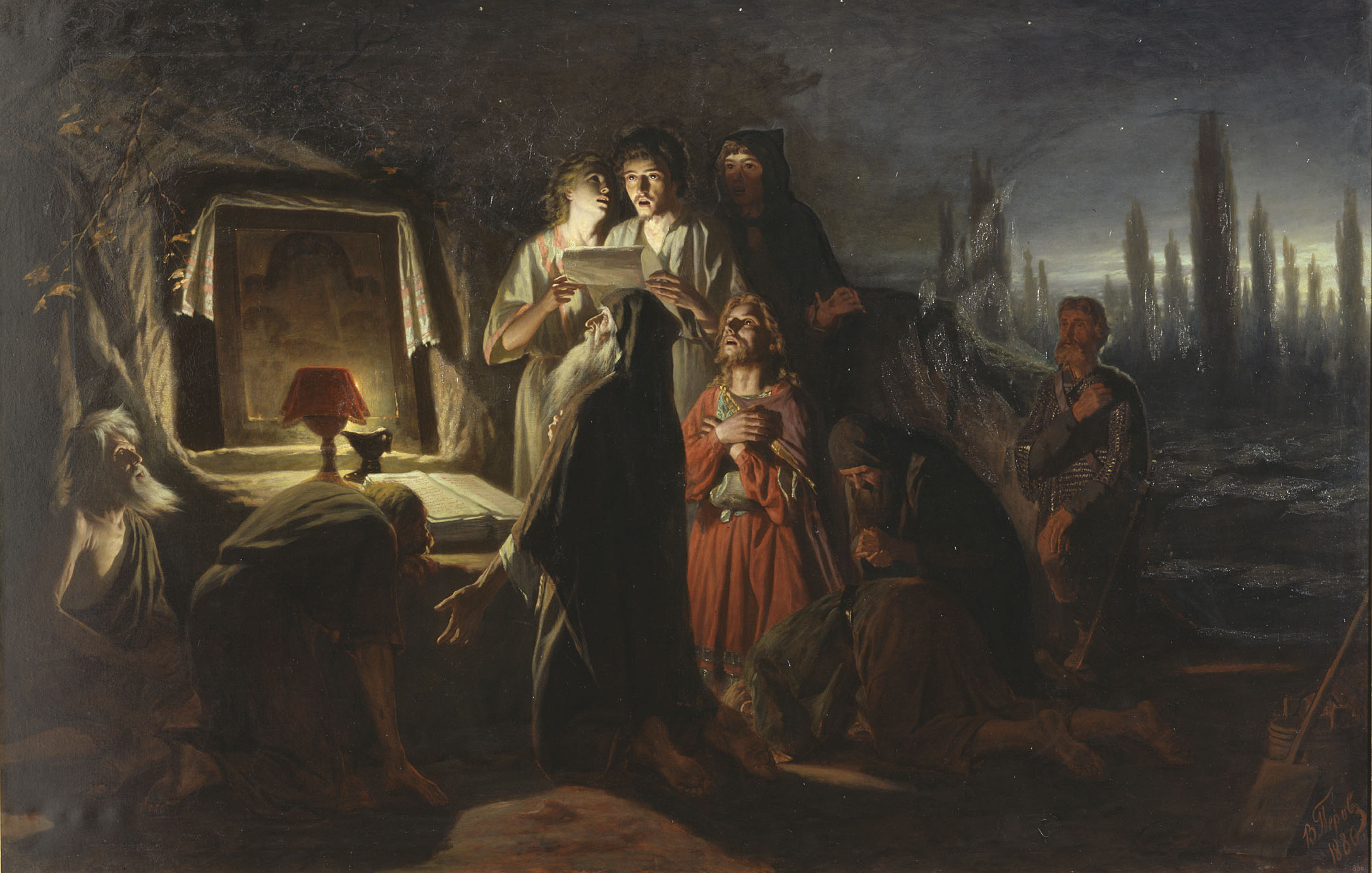
Quadre de Vassili Perov que il·lustra les reunions clandestines dels cristians a la Kíev pagana.

La font més autoritzada per a la cristianització de la Rus primerenca és una carta encíclica del patriarca Foci, datable a principis de 867. Prenent com a referència el setge de Constantinoble de 860, Foci informa els patriarques orientals i bisbes que, després que els búlgars es convertissin al cristianisme en 863, la Rus' va seguir el seu exemple. Tal com s'havia donat amb els búlgars, al patriarca li va semblar prudent d'enviar als bàrbars un bisbe de Constantinoble.
Amb algunes modificacions, la història es repeteix per Constantí VII a Sobre l'administració de l'imperi, seguit per diverses generacions d'historiadors romans d'Orient, incloent Joan Escilitzes i Joan Zonaràs. Que la cort imperial i el patriarcat considerava la Rus' del segle x com a cristians, és evident pel fet que el bisbat de Rus' va ser enumerat en les llistes de les seus ortodoxes, compilada durant els regnats de Lleó el Savi i Constantí VII. També hi ha un argumentum ex silentio: cap font grega no registra el segon baptisme de la Rus' el 990.

## Seglex
Qualsevol que hagi estat l'abast dels esforços de Foci de cristianitzar la Rus', el seu efecte no fou massa durador. Tot i que deixen d'esmentar la missió de Foci, els autors de la Crònica Primària eren conscients que una part considerable de la població de Kíev era cristiana pels volts del 944. Al tractat entre la Rus' de Kíev i l'Imperi Romà d'Orient, conservat en el text de la crònica, la part cristiana de la Rus' va jurar segons la seva fe, mentre que el príncep governant i altres no-cristians invoquen Perun i Veles segons el costum pagà. La col·legiata kievana de Sant Elies (el culte del qual als països eslaus segueix molt de prop el de Perun) s'esmenta en el text de la crònica, i fa que els erudits moderns reflexionin sobre quantes esglésies hi havia a Kíev en aquell temps.

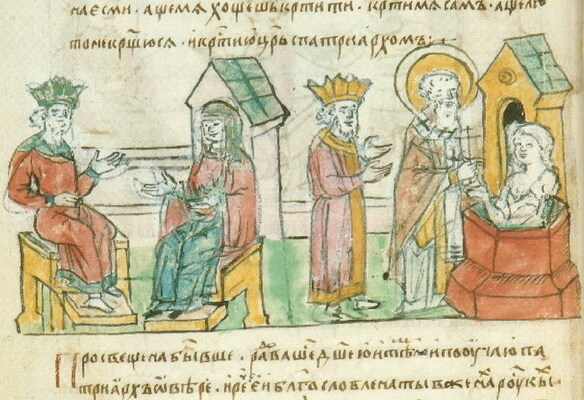
El baptisme de la Princesa Olga a Constantinoble. Miniatura de la Crònica Radziwiłł.

Ja sigui en 945 o 957, la regent governant, Olga de Kíev, va visitar Constantinoble amb un sacerdot, Gregori. La seva recepció en la cort imperial es descriu a De Ceremoniis. Segons les llegendes, l'emperador romà d'Orient Constantí VII es va enamorar d'Olga, però ella trobà la manera de refusar-lo en enganyar-lo i fer-lo convertir en el seu padrí. Quan va ser batejada, ella va dir que era inapropiat que un padrí es casés amb la seva fillola.
Per bé en general es presumeix que Olga va ser batejada a Constantinoble en comptes de Kíev, no es fa esment explícit del Sant Sopar, de manera que cap de les versions està exclosa. Se sap també que Olga havia sol·licitat un bisbe i sacerdots de Roma. El seu fill, Sviatoslav (r. 963-972), van continuar adorant Perun i altres déus de la mitologia eslava. Seguí sent un obstinat pagà tota la seva vida; d'acord amb la Crònica Primària, creia que els seus guerrers li perdrien el respecte i se'n burlarien si es convertia al cristianisme.
El successor de Sviatoslav, Iaropolk I (r. 972-980), sembla haver tingut una actitud més conciliadora cap al cristianisme. Fonts medievals tardanes fins i tot afirmen que Iaropolk va intercanviar ambaixadors amb el Papa. El Chronicon d'Adémar de Chabannes i la vida de Sant Romuald (per Pere Damià) en realitat documenta la missió de Sant Bru de Querfurt a la terra de la Rus', on va aconseguir convertir al cristianisme a un rei local (un dels tres germans que van governar la terra). Aleksandr Nazarenko suggereix que Iaropolk va passar per alguns ritus preliminars del baptisme, però va ser assassinat per ordre del seu mig germà pagà Vladímir (els mateixos drets al troneren qüestionables) abans que no es formalitzés la seva conversió. Seguint aquesta teoria, tota la informació sobre el baptisme d'Iaropolk d'acord amb el ritu llatí seria suprimida pels cronistes ortodoxos posteriors, gelosos de mantenir la imatge de Vladímir, l'Apòstol rus sense tatxa per a les generacions futures.

## Baptisme de Vladímir de Kíev

### Antecedents

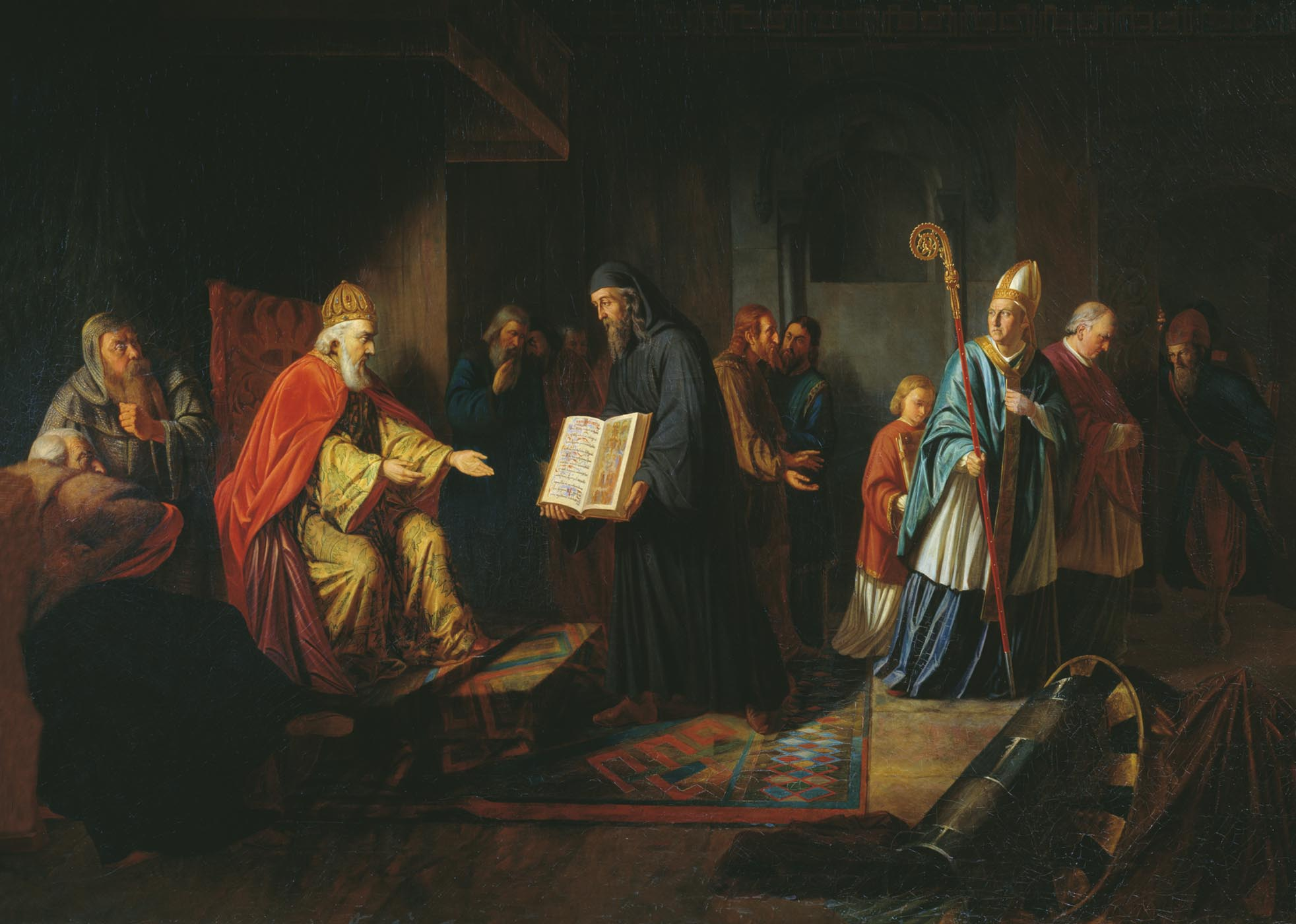
Pintura d'Ivan Eggink que representa Vladímir escoltant els sacerdots ortodoxos, mentre l'enviat papal es troba a un costat amb descontentament.

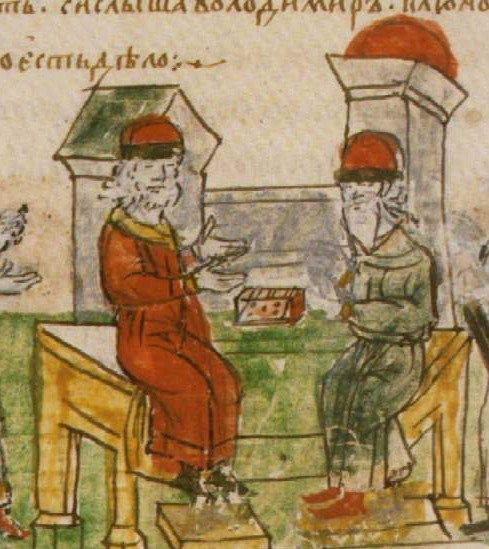
Vladímir discuteix sobre el cristianisme amb un filòsof grec.

Durant la primera dècada del regnat de Vladímir, la reacció pagana fou la d'establir Perun com el déu suprem del panteó eslau i el seu ídol va ser col·locat al turó del palau reial. Aquest renaixement del paganisme va ser contemporani amb intents similars realitzats per Håkon Sigurdsson a Noruega i (possiblement) Sven Tveskæg a Dinamarca. Si bé sembla que Vladímir podria haver anat més enllà dels dos konungs escandinaus (fins i tot es va informar de sacrificis humans a Kíev), la seva reforma religiosa fracassà. A finals del 980 es veié en la necessitat d'adoptar el monoteisme des de l'estranger.
La Crònica Primària informa que, l'any 986, Vladímir es va reunir amb representants de diverses religions. El resultat és descrit de manera divertida en la següent anècdota apòcrifa. Després de la reunió amb els búlgars del Volga musulmans, Vladímir va trobar la seva religió no apta per la seva obligació de circumcidar i els tabús en contra de les begudes alcohòliques i la carn de porc; suposadament, Vladímir va dir en aquesta ocasió: «Beure és l'alegria de la Rus', no podem prescindir-ne». També va consultar amb jueus enviats (que poden o no pot haver estat khàzars), els va interrogar sobre la seva religió, però finalment la va rebutjar tot dient que en la seva pèrdua de Jerusalem hi havia proves que havien estat abandonats per Déu.
L'any 987, com a resultat d'una consulta amb el seu boiars, Vladímir va enviar emissaris a estudiar les religions de les diferents nacions veïnes, els representants de les quals l'havien estat instant a abraçar les seves respectives creences. Dels musulmans búlgars del Volga els seus enviats li van informar que no hi havia alegria entre ells, només tristesa i una gran pudor. En les esglésies ombrívoles dels alemanys els seus emissaris no hi veien bellesa, però a Santa Sofia, on s'havia posat en marxa tot el ritual del festival de l'Església romana d'Orient per impressionar-los, van trobar el seu ideal: «Ja no sabíem si érem al cel o a la terra». Van informar que «hi ha tanta bellesa que no sabem com explicar-ho».

### El baptisme de Vladímir

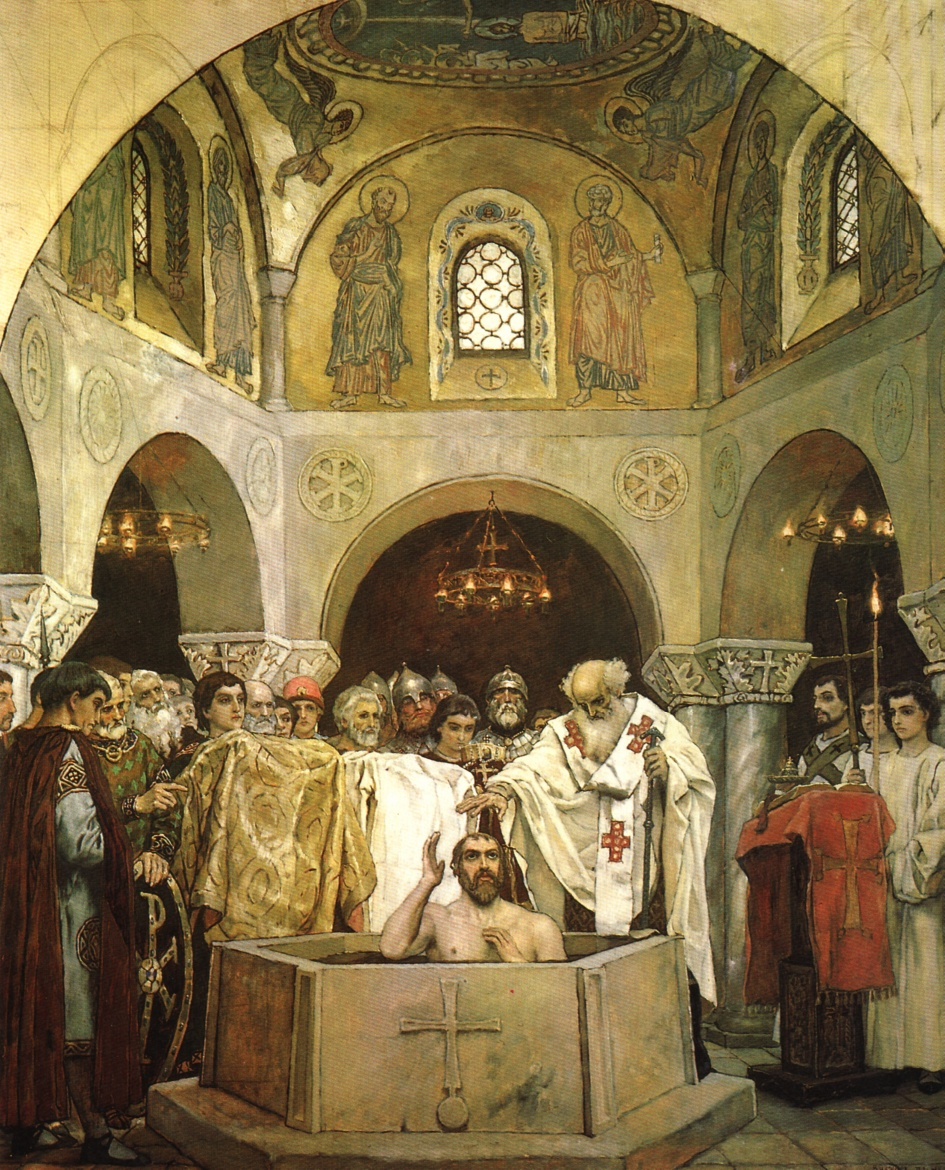
El baptisme de Vladímir, un fresc de Víktor Vasnetsov

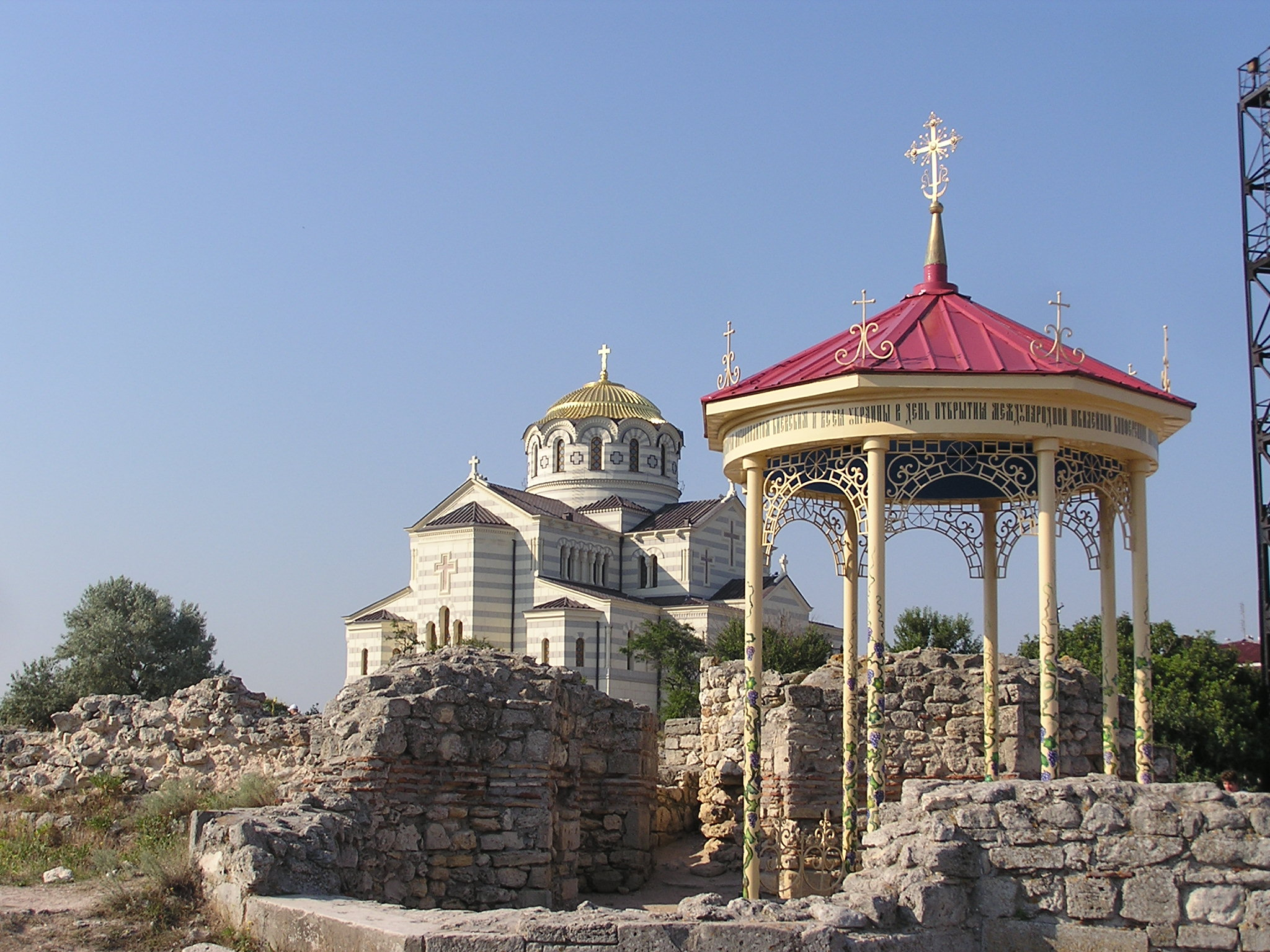
Moderna rotonda sobre el baptisteri del príncep Vladímir, amb la Catedral de Vladímir al fons

Les fonts estrangeres, en un nombre no gaire alt, presenten el següent relat de la conversió de Vladimir. Al-Antaki i els seus seguidors (al-Rudhrawari, Girgis al-Makin ibn al-Amid, Al-Dimaixqi i Alí ibn al-Athir) donen essencialment el mateix relat. L'any 987, els generals Bardes Escler i Bardes Focas es van rebel·lar contra l'emperador romà d'Orient Basili II. Ambdós rebels van unir breument a les forces i van avançar cap a Constantinoble. El 14 de setembre del 987, Bardes Focas es va proclamar emperador. Ansiós per evitar el setge de la capital, Basili II es va dirigir a la Rus' per demanar-li ajut, tot i que eren considerats enemics en aquest moment. Vladimir va estar d'acord, a canvi d'un vincle matrimonial, però també va estar d'acord en acceptar el cristianisme ortodox com la seva religió i portar al seu poble a la nova fe. Quan els preparatius del casament van ser resolts, Vladimir va despatxar 6.000 soldats per a l'Imperi Romà d'Orient i van ajudar a sufocar la revolta.
En la Crònica Primària, el relat del baptisme de Vladímir és precedit per l'anomenada llegenda Kòrsun. Segons aquesta història apòcrifa, el 988 Vladimir va capturar la ciutat grega de Kòrsun (Quersonès) a Crimea, molt important comercialment i política. Aquesta campanya va estar dictada pel desig d'assegurar els beneficis promesos a ell per Basili II, quan ell havia demanat l'ajuda de la Rus contra Focas. En recompensa per l'evacuació de Quersonès, a Vladímir se li va prometre la mà de la germana de l'emperador, Anna Porfirogènita. Abans de les noces, Vladímir va ser batejat (ja sigui a Quersonès o a Kíev), i va prendre el nom de pila de Basili com a elogi al seu imperial cunyat. El sagrament va ser seguit pel seu matrimoni amb la princesa grega.

### Baptisme de Kíev

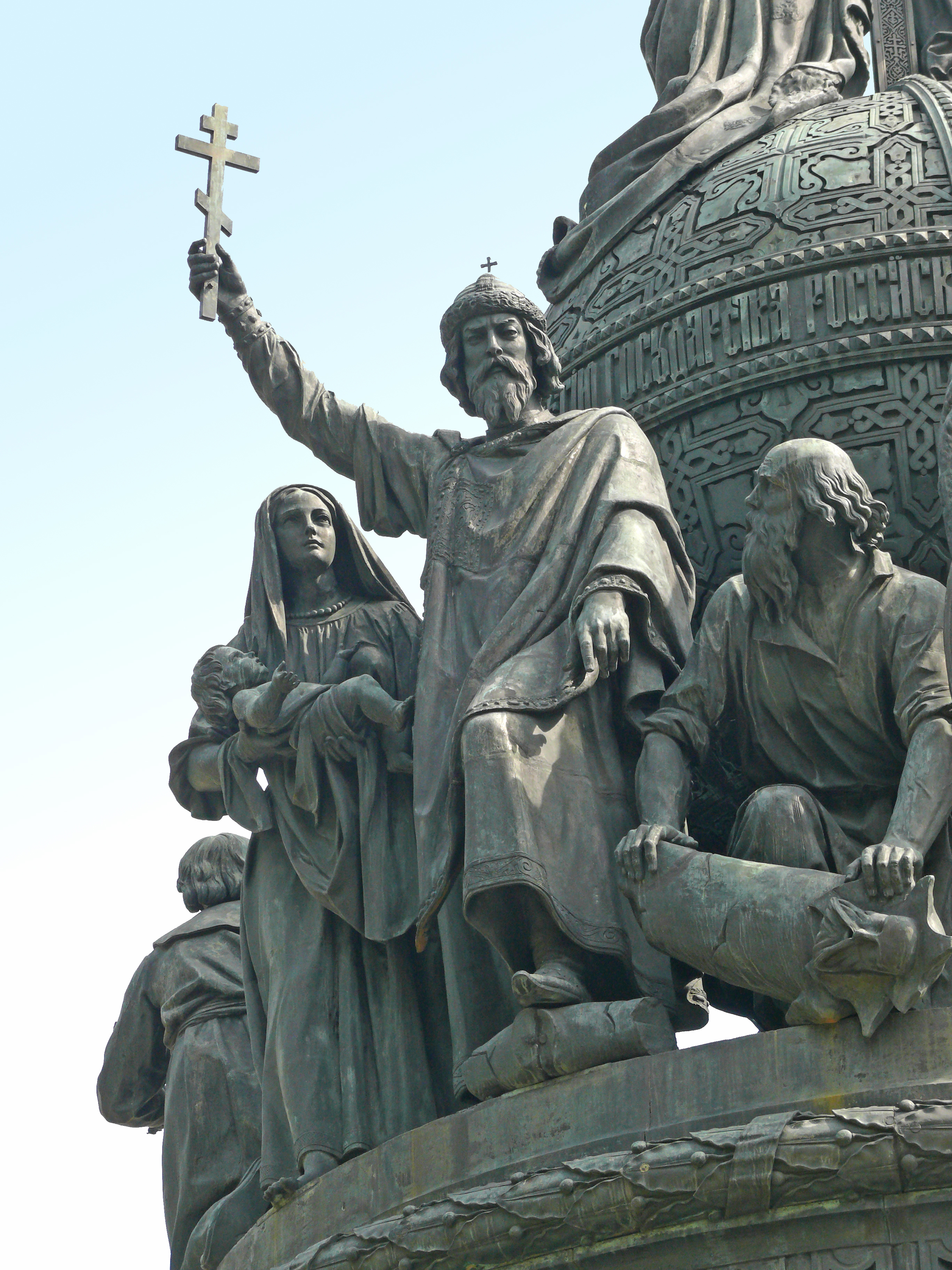
Vladímir el Gran al monument del Mil·lenari de Rússia a Veliki Nóvgorod.

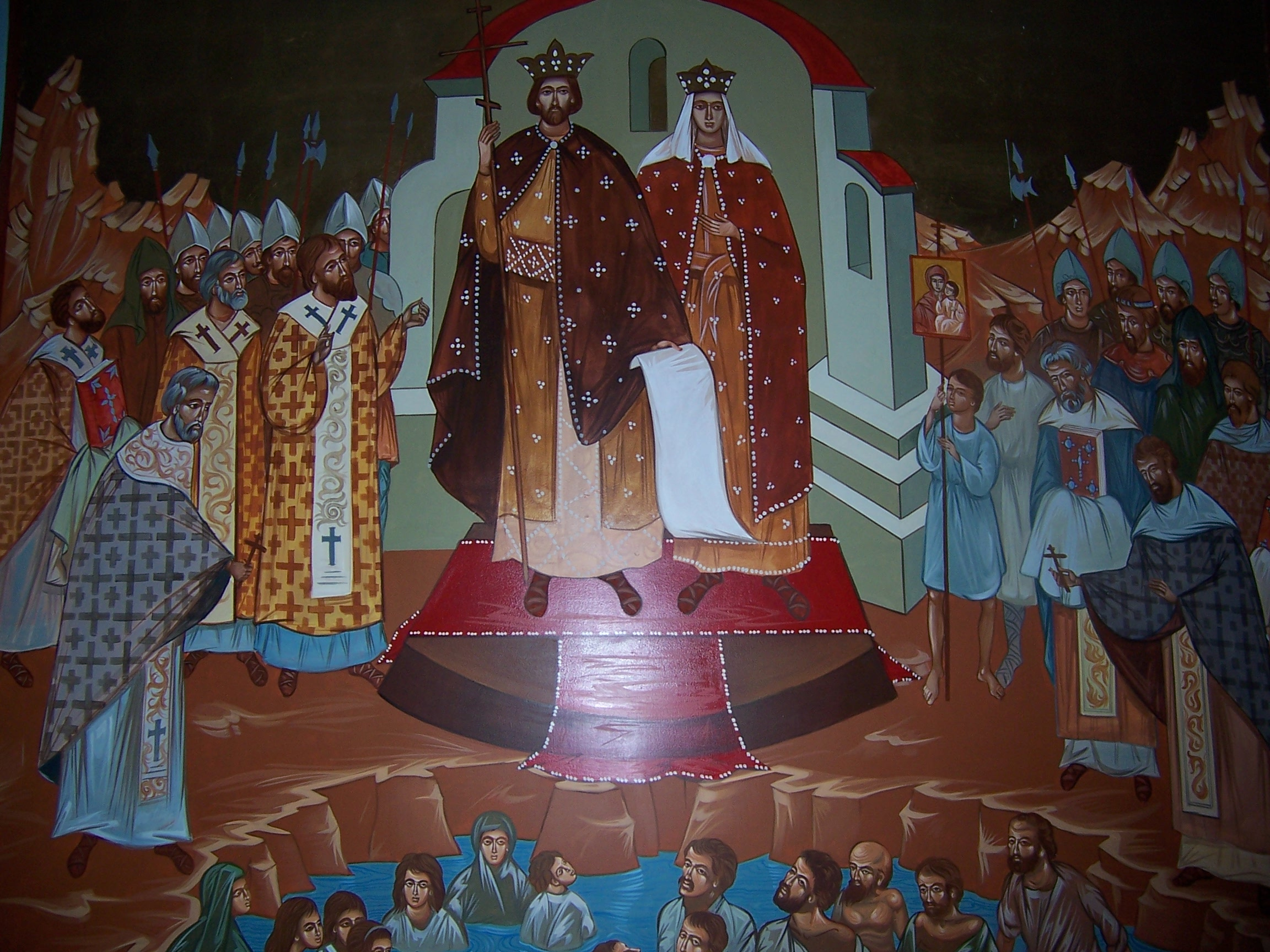
Pintura al fresc on es descriu el baptisme de Kíev a l'Església grecocatòlica ucraïnesa de Sant Josep el Promès.

En tornar a Kíev en senyal de triomf, Vladímir va exhortar als residents de la seu capital perquè anessin al riu Dnièper i allà es bategessin. Aquest baptisme en massa va esdevenir l'icònic esdeveniment inaugural en la cristianització de l'estat de la Rus de Kíev.
Al principi Vladímir va batejar els seus 12 fills i molts boiars. Va destruir les estàtues de fusta dels déus eslaus pagans (que ell mateix havia alçat tan sols vuit anys abans). Aquestes van ser cremades o bé tallades a trossos i l'estàtua de Perun - el déu suprem - va ser llançada al Dnièper.
Llavors Vladímir va enviar un missatge a tots els habitants de Kíev, "rics i pobres i captaires i esclaus", arribeu-vos al riu l'endemà, perquè sinó correu el risc d'esdevenir "els enemics del príncep". Un gran nombre de persones van arribar, alguns fins i tot van portar amb ells els nens. Van ser enviats a l'aigua mentre que els sacerdots ortodoxos, que van venir de Quersonès per a l'ocasió, pregaven.
Per commemorar l'esdeveniment, Vladímir posà la primera pedra de l'església de la Rus de Kíev, anomenada Església dels Delmes, on el seu cos i el cos de la seva esposa van anar a descansar. Una altra església va ser construïda en el cim del turó on estaven abans les estàtues paganes.

## Conseqüències

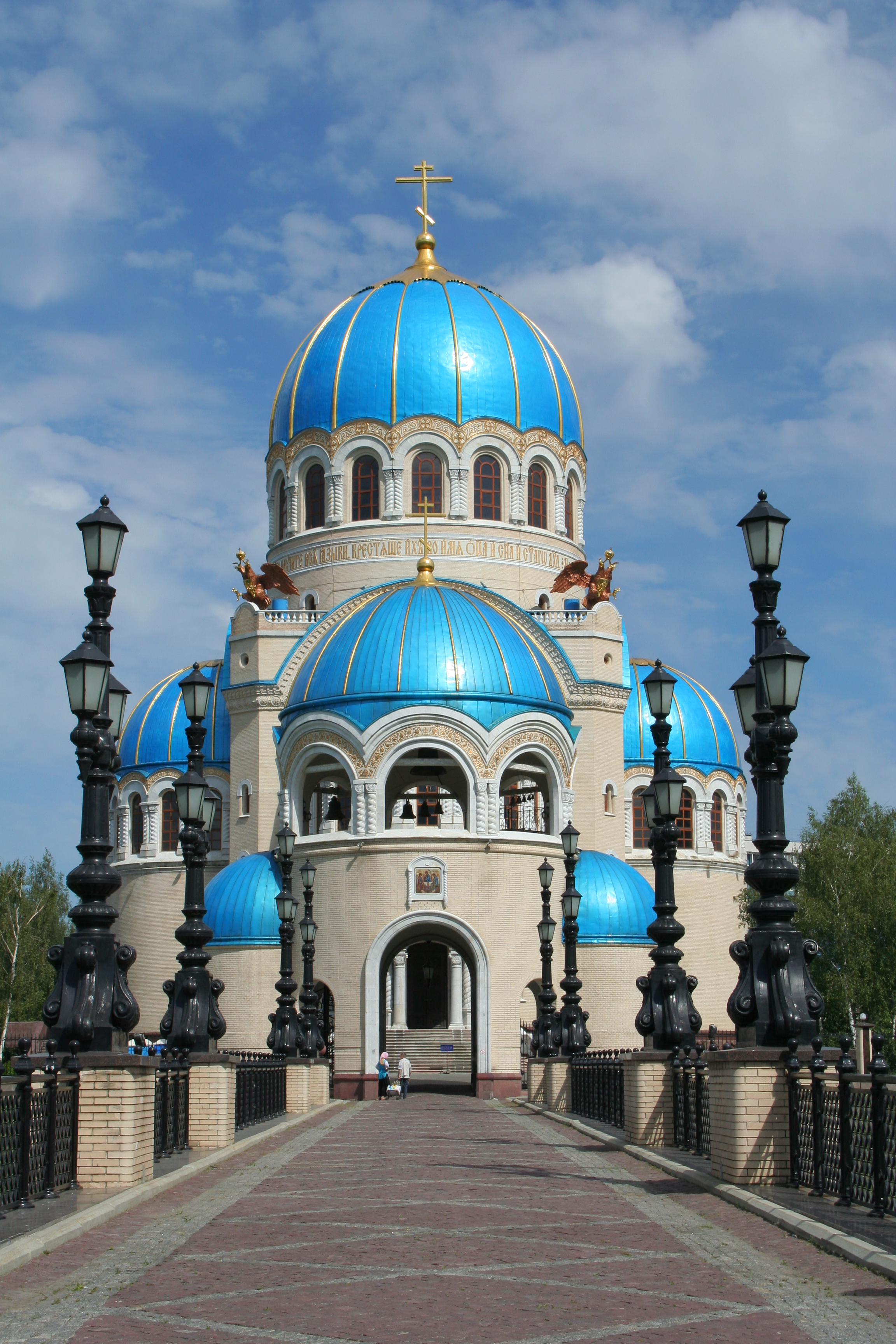
Església de la Santíssima Trinitat d'Orékhovo-Boríssovo fou construïda al segle XXI per commemorar el mil·lenari del Baptisme de la Rus'

El baptisme de Kíev va ser seguit per cerimònies similars en altres centres urbans del país. La Crònica de Ioakim diu que l'oncle de Vladímir, Dobrínia, va obligar els novgorodians a abraçar el cristianisme "pel foc", mentre que l'alcalde de la localitat, Putiata, va convèncer els seus compatriotes a acceptar la fe cristiana "per l'espasa". En aquesta mateixa època, el bisbe Ioakim Korsúnianin va construir la primera Catedral de Santa Sofia de Nóvgorod, de fusta, a l'indret on hi havia un cementiri pagà
El paganisme persistí al país per un temps llarg, i emergí durant els alçaments de l'Alt Volga i altres manifestacions paganes ocasionals. La part nord-oriental del país, centrada a Rostov, va ser particularment hostil a la nova religió. Nóvgorod sí que es va enfrontar a una revolta pagana en una data tan tardana com el 1071, en què el bisbe Fèdor es va enfrontar a una amenaça real a la seva persona; el príncep Gleb Sviatoslàvitx dissolgué la multitud tallant un bruixot per la meitat amb una destral

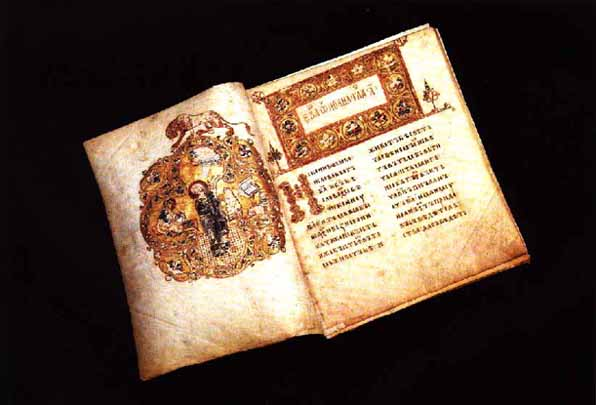
L'Evangeliari d'Ostromirs, escrit en eslau eclesiàstic, un dels primers llibres coneguts en eslau oriental.

La cristianització de la Rus s'alià fermament l'Imperi Romà d'Orient. L'aprenentatge i la cultura grega llibre va ser adoptada a Kíev i en altres centres del país. Es van començar a construir esglésies, seguint el model romà d'Orient. Durant el regnat del fill de Vladímir Iaroslau I de Kíev, el metropolità Hilarió escrigué la primera obra coneguda de literatura eslava oriental, un discurs elaborat on es compara favorablement la Rus a altres terres, coneguda com el "Sermó de la Llei i la Gràcia". L'Evangeliari d'Ostromirs, produït a Nóvgorod durant el mateix període, és el llibre més antic en eslau que ha arribat totalment preservat. Però l'única obra supervivent de la literatura laica, Cantar de les hosts d'Ígor, indica que un cert grau de visió del món pagà cristià romangué sota la Rus de Kíev.
El 1988, els fidels de l'Església Ortodoxa i de les esglésies que tenen arrels en el baptisme de Kíev va celebrar el mil·lenari de cristianisme eslau oriental. Les grans celebracions a Moscou va canviar el caràcter de la relació entre l'estat soviètic i l'església. Per primera vegada des de 1917, nombroses esglésies i monestirs van ser retornats a l'Església Ortodoxa Russa. En les comunitats ucraïneses de tot el món, els membres dels diferents esglésies ucraïneses també se celebra el mil·lenari del cristianisme a Ucraïna.
El 2008, el Banc Nacional d'Ucraïna posà en circulació monedes commemoratives de la "cristianització de la Rus de Kíev" dins la sèrie "renaixement de l'espiritualitat cristiana a Ucraïna".